# كوسوكي ياماموتو
كوسوكي ياماموتو (باليابانية: 山本 康裕) (مواليد 29 أكتوبر 1989)، هو لاعب كرة قدم ياباني سابق كان يلعب كلاعب وسط.

## وصلات خارجية
- كوسوكي ياماموتو على موقع رابطة كرة القدم اليابانية للمحترفين (اليابانية)
- كوسوكي ياماموتو على موقع قاعدة بيانات كرة القدم.إي يو (الإنجليزية)
- كوسوكي ياماموتو على موقع Soccerway.com (الإنجليزية)
- كوسوكي ياماموتو على موقع عالم كرة القدم.نت (الإنجليزية)
- كوسوكي ياماموتو على موقع كووورة